# Jadwiga Bukojemska

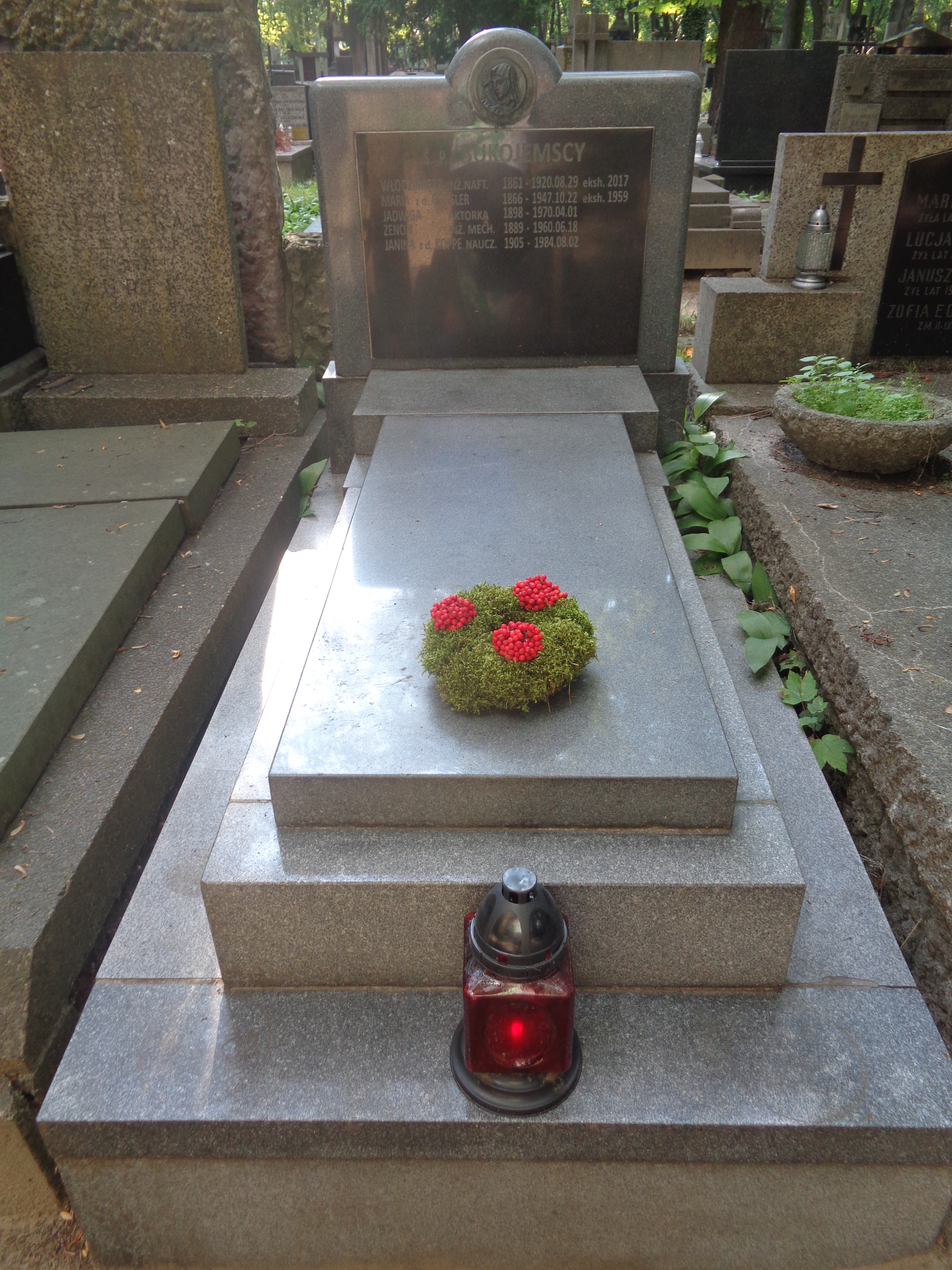
Nagrobek Jadwigi Bukojemskiej na Cmentarzu Powązkowskim

Jadwiga Maria Bukojemska (ur. 11 lipca 1898 w Iwoniczu k. Krosna, zm. 1 kwietnia 1970 w Warszawie) – polska aktorka teatralna i filmowa, tancerka oraz piosenkarka.

## Życiorys
Była córką inżyniera-nafciarza Włodzimierza Bukojemskiego i Marii z Gernerów (zm. 1947). Urodzona w 1898 r. – podawana najczęściej data jej urodzenia, rok 1900, jest nieprawdziwa. Uczyła się w szkole średniej we Lwowie, następnie przyjechała do Warszawy, gdzie została przyjęta do warszawskiej szkoły baletowej przy Warszawskich Teatrach Rządowych (WTR). Od 1909 r., jako uczennica szkoły, tańczyła w spektaklach baletowych, operowych, niekiedy w operetkach. W latach 1912–1914 uczyła się w warszawskiej Szkole Aplikacyjnej, równocześnie tańczyła w balecie WTR, a także niekiedy na innych scenach, np. w czerwcu 1913 r. w Teatrze Popularnym (ul. Kaliksta). Jako aktorka debiutowała 15 czerwca 1914 r. w przedstawieniu rewiowym w Teatrze Nowoczesnym (ogródek Bagatela). Nadal jednak występowała głównie jako tancerka; latem 1914 r. wystąpiła w imprezie działowej bezrobotnych członków warszawskiego Teatru Wielkiego; we wrześniu 1914 r. w Teatrze Małym (m.in. tańczyła modne tango), a także w Teatrze Nowości, gdzie zagrała rólkę Pokojówki (spektakl Ułani księcia Józefa); w sezonie 1914/1915 tańczyła w balecie Teatru Wielkiego, m.in. jedną z Bajader (Pan Twardowski A. Sonnenfelda) i w tańcach solowych w Arlekinadzie; w sezonie 1915/1916 pracowała w zespole baletowym Teatru Nowości.
W 1922 i 1923 występowała w programach kabaretu Stańczyk, gdzie recytowała wierszowane monologi pióra Jana Brzechwy. Na otwarcie teatrzyku Niebieski Młyn (2 maja 1923) recytowała monodram N. Jewreinowa Za kulisami duszy. W sezonie 1925/1926 występowała w Teatrze Nowym w Poznaniu, m.in. jako Laida (Eros i Psyche), Adrianna (Święty gaj). Po powrocie do Warszawy w czerwcu i lipcu 1926 r. brała udział w przedstawieniu rewiowym z artystami kabaretu Perskie Oko. Od marca 1928 r. do końca sezonu 1928/1929 w kabarecie Morskie Oko i z jego zespołem w sierpniu 1929 r. gościnnie w Krakowie i Lwowie. Wyjeżdżała wielokrotnie na występy do innych miast, np. w Płocku – gościła z kabaretem Czarnego Kota (sierpień 1917 r.), z zespołem artystów warszawskich (maj 1921 r., lipiec 1932 r.), z zespołem na czele z Władysławem Walterem (sierpień 1932 r., maj 1933 r.); w Kaliszu – z zespołem aktorów scen warszawskich (maj-czerwiec 1933 r.); 25 maja 1933 r. gościnnie występowała w Teatrze Miejskim w Bydgoszczy; w lipcu i sierpniu 1934 r. w Teatrze Bagatela w Łodzi. Rozgłos zyskała także jako recytatorka, występując przed II wojną światową w radiowym Podwieczorku przy mikrofonie. W latach 1936–1939 wystąpiła w 15 filmach kinowych (debiutowała wcześnie, już w 1915 r., w filmie Szpieg).
Podczas II wojny światowej w teatrze nie występowała; była kelnerką w kawiarni Napoleonka w Warszawie; przez kilka miesięcy była więziona przez Niemców. Po powstaniu warszawskim zamieszkała w Krakowie. W latach 1945–1948 z powodów rodzinnych w teatrze nie pracowała, utrzymywała się z lekcji języka francuskiego. W sezonie 1948/1949 zaangażowała się do Starego Teatru w Krakowie i zagrała małą rólkę Pani I (Romans z wodewilu). W 1957 r. współpracowała przy wystawieniu Podróży po Warszawie w Teatrze Powszechnym. 1 października 1961 r. przeszła na emeryturę.
Zmarła w Warszawie w wieku niespełna 72 lat, spoczywa na cmentarzu Powązkowskim (kwatera 184-1-10).

## Kariera sceniczna

### Początki
- 8 VIII 1913: Sumurun Friedrich Freksa, reż. Ryszard Ordyński – jako dziewczyna w Haremie Szejka (Teatr Nowości, Warszawa)[4]
- 15 VI 1914: przedstawienie rewiowe (Teatr Nowoczesny, Warszawa)
- X 1914: Ułani księcia Józefa – jako Pokojówka (Teatr Nowości, Warszawa)
- 9 X 1915: Książę Hektor Karl Michael Ziehrer, reż. Ludwik Śliwiński – jako dziewczyna w amerykańskim "step dancing" (Teatr Nowości, Warszawa)[5]

### lata 20.
- 2 V 1923: Za kulisami duszy monodram Nikołaja Jewreinowa (Teatrzyk rewiowy Niebieski Młyn, Warszawa) inauguracja[3]
- 1925: Eros i Psyche Jerzy Żuławski – jako Laida (Teatr Nowy, Poznań)
- 1926: Święty gaj – jako Adrianna (Teatr Nowy, Poznań)
- 9 III 1928: Publiczność ma głos program składany/kabaretowy/rewiowy (Teatrzyk rewiowy Nowe Perskie Oko, Warszawa)

### lata 30.
- 11 II 1930: Weź mnie program składany/kabaretowy/rewiowy (Teatrzyk rewiowy Wesoły Wieczór, Warszawa)
- 20 V 1930: Czy pani lubi bez? program składany/kabaretowy/rewiowy (Teatrzyk rewiowy Wesoły Wieczór, Warszawa)
- 23 VI 1930: Halama u nas program składany/kabaretowy/rewiowy (Teatrzyk rewiowy Wesoły Wieczór, Warszawa)
- 3 IX 1930: Niebieski walc program składany/kabaretowy/rewiowy (Teatrzyk rewiowy Wesoły Wieczór, Warszawa)
- 14 X 1930: Tańcowały dwa Michały program składany/kabaretowy/rewiowy (Teatrzyk rewiowy Wesoły Wieczór, Warszawa)
- 30 VI 1931: Bez suflera (Teatrzyk rewiowy Wesoły Wieczór, Warszawa)
- 22 XII 1931: Rok 1932 program składany/kabaretowy/rewiowy, reż. Eugeniusz Koszutski i Jan Wojcieszko (Teatrzyk rewiowy Wesołe Oko, Warszawa)
- 5 III 1932: Kobiety mają szansę (Teatr Kameleon, Warszawa)
- 2 IV 1932: Walter pod Messalką (Teatr Kameleon, Warszawa)
- 6 IV 1935: Wszelkie prawa zastrzeżone Kaye Davis Irving, reż. Zbigniew Ziembiński (Teatr Mały – scena Teatru Polskiego, Warszawa)
- 5 III 1938: Dama od Maxima Georges Feydeau, reż. Roman Niewiarowicz (Teatr Letni, Warszawa)
- 13 I 1939: 	Madame Sans-Gene Victorien Sardou, reż. Roman Niewiarowicz (Teatr Letni, Warszawa)

### lata 40.
- 31 XII 1948: Romans z wodewilu scen. i reż. Władysław Krzemiński – jako Pani I (Teatry Dramatyczne – Stary Teatr, Kraków)
- 22 X 1949: Niemcy Leon Kruczkowski, reż. Bronisław Dąbrowski – jako Berta (Teatry Dramatyczne – Stary Teatr, Kraków)
- 8 XII 1949: Moralność pani Dulskiej Gabriela Zapolska, reż. Roman Niewiarowicz – jako Juliasiewiczowa z Dulskich (Teatry Dramatyczne – Stary Teatr, Kraków)

### lata 50.
- 7 VI 1950: Niemcy Leon Kruczkowski, reż. Aleksander Gąssowski – gościnnie, jako Berta (Teatr Polski, Bielsko-Cieszyn)
- 28 VII 1951: Dwa tygodnie w "Raju" Zdzisław Skowroński i Józef Słotwiński, reż. Czesław Szpakowicz – jako Zawiszyna (Teatr Syrena, Warszawa)
- 28 X 1952: Wielki cyrk Z. Gozdawa i W. Stępień, reż. Czesław Szpakowicz (Teatr Syrena, Warszawa)
- 29 V 1954: Żołnierz Królowej Madagaskaru Julian Tuwim, reż. Janusz Warnecki – w podwójnej roli: Pani Lemięcka, Pani z Radomia (Teatr Syrena, Warszawa)
- 19 I 1957: Podróż po Warszawie Feliks Szober, reż. Maryna Broniewska – opracowanie muzyczne (Teatr Powszechny, Warszawa)
- 1 III 1957: Dzieje grzechów program składany, reż. Zenon Wiktorczyk (Teatrzyk Satyryczny „Buffo”, Warszawa)
- 14 VI 1958: Nasze jajko reportaż satyryczny, reż. Kazimierz Krukowski (Teatr Syrena, Warszawa)
- 27 XII 1958: Czym chata bogata... program składany/kabaretowy/rewiowy, reż. Kazimierz Krukowski (Teatr Syrena, Warszawa)

### Schyłek
- 20 X 1960: Hajże na stolicę program składany, reż. Kazimierz Krukowski – w podwójnej roli: Bywalczyni Momusa, Mama (Teatr Syrena, Warszawa)
- 24 III 1961: Słomkowy kapelusz Eugène Labiche, reż. Ludwik Sempoliński – jako Margrabina (Teatr Syrena, Warszawa)

## Film

### Debiut
- III 1915: Szpieg niemy film wojenny, reż. Aleksander Hertz – obsada aktorska[6]

### lata 30.
- 23 I 1936: Dodek na froncie film fabularny, reż. Michał Waszyński – jako dama na balu
- 4 III 1936: Jego wielka miłość film obyczajowy, reż. Stanisława Perzanowska i Mieczysław Krawicz – jako widz w teatrze
- 17 IX 1936: Bolek i Lolek film fabularny, reż. Michał Waszyński – obsada aktorska
- 19 XI 1936: Ada! To nie wypada! komedia obyczajowa, reż. Konrad Tom – jako garderobiana Iry Roletti
- 7 XII 1936: Barbara Radziwiłłówna dramat historyczny, reż. Józef Lejtes – jako dama na dworze króla Zygmunta Augusta
- 30 IV 1937: Ty, co w Ostrej świecisz Bramie film obyczajowy, reż. Jan Nowina-Przybylski – obsada aktorska
- 20 IV 1937: Dorożkarz nr 13 film obyczajowy, reż. Marian Czauski – jako gość na zaręczynach
- 3 IX 1937: Książątko komedia romantyczna, reż. Konrad Tom i Stanisław Szebego – jako kobieta na dancingu
- 26 X 1937: Dziewczęta z Nowolipek film obyczajowy, reż. Józef Lejtes – jako Hanna, żona prof. Zalewskiego
- 18 III 1938: Dziewczyna szuka miłości melodramat, reż. Romuald Gantkowski – jako kobieta na przyjęciu
- 16 IV 1938: Wrzos film fabularny, reż. Juliusz Gardan – jako znajoma Dębskiej
- 29 X 1938: Granica film obyczajowy, reż. Józef Lejtes – jako Julia Wagner, nauczycielka francuskiego
- 22 XII 1938: Rena dramat obyczajowy, reż. Michał Waszyński – jako klientka w domu towarowym
- 25 III 1939: O czym się nie mówi... film obyczajowy, reż. Mieczysław Krawicz – jako piosenkarka w kabarecie „Orfeum”
- 9 IV 1939: Doktór Murek dramat sensacyjny, reż. Juliusz Gardan – jako kobieta, której Murek przepowiada przyszłość

### Schyłek
- 31 V 1940: Sportowiec mimo woli komedia obyczajowa, reż. Mieczysław Krawicz – jako kobieta czesana przez Dodka

## Telewizja
Na srebrnym ekranie pojawiła się tylko dwóch spektaklach Teatru Telewizji:
- 6 III 1958: Spadek Erskine Caldwell, reż. Marek Nowakowski – jedna z głównych postaci[7]
- 25 IX 1958: One dwie i on jeden Craig Rice, reż. Czesław Szpakowicz – jako tytułowa Pani Cherington

## Radio
W trakcie swej powojennej współpracy z radiem wystąpiła w 2 słuchowiskach Teatru Polskiego Radia:
- 26 XII 1951: Trzy obrazki rodzajowe Anton Czechow, reż. Bronisław Dardziński – jako Anna, żona[8]
- 11 VI 1955: Igła pani Gurton, reż. Zbigniew Kopalko

## Przebieg pracy
W trakcie swej długiej, 53-letniej, kariery artystycznej współpracowała z 30 scenami teatralnymi, głównie warszawskim:
- Teatr Popularny, Warszawa: 1913
- Teatr Nowości, Warszawa: 1913–1916, 1922–1927
- Teatr Nowoczesny, Warszawa: 1914
- Teatr Wielki, Warszawa: 1914–1915
- Teatr Mały, Warszawa: 1914
- Kabaret Miraż, Warszawa: 1915–1916
- Teatr Czarny Kot: 1917–1921
- Teatr Stańczyk, Warszawa: 1922–1923
- Teatrzyk rewiowy Niebieski Młyn, Warszawa: 1923
- Teatr Nowy, Poznań: 1925–1926
- Kabaret Perskie Oko, Warszawa: 1926–1927
- Kabaret Nietoperz, Warszawa: 1927
- Teatrzyk rewiowy Nowe Perskie Oko, Warszawa: 1927–1928
- Teatr Woyciechowskiego, Warszawa: 1928
- Teatrzyk rewiowy Morskie Oko, Warszawa: 1928–1929
- Teatr Wesoły Wieczór, Warszawa: 1930–1931
- Teatr Wesołe Oko, Warszawa: 1931–1932
- Teatr Kameleon, Warszawa: 1932
- Kabaret literacko-artystyczny Casanova, Warszawa: 1933
- Kabaret Gastronomia, Warszawa: 1933
- Teatr Miejski, Bydgoszcz: 1933
- Teatr Bagatela, Łódź: 1934
- Teatr Mały – scena Teatru Polskiego, Warszawa: 1934–1936
- Teatr Powszechny, Warszawa: 1935, 1957
- Teatr Letni, Warszawa: 1937–1939
- Stary Teatr im. Heleny Modrzejewskiej w Krakowie: 1948–1949
- Teatr im. Juliusza Słowackiego w Krakowie: 1949–1951
- Teatr Polski, Bielsko-Cieszyn: 1950
- Teatr Syrena, Warszawa: 1951–1955, 1957–1961
- Teatr Estrada na Skarpie: 1955
- Teatrzyk Satyryczny Buffo, Warszawa: 1957